# Cascada de los Litueros
La cascada de los Litueros es un salto de agua situado en el municipio de Somosierra (Sierra Norte de Madrid), en la cara norte del puerto de montaña homónimo, en la Comunidad de Madrid (España). 

## Descripción
Se trata de uno de los pocos cursos de agua de la Comunidad de Madrid que no vierte sus aguas al río Tajo.
Se trata de una de las cascadas con más caudal y altura de la Comunidad de Madrid, con 40 metros, situada entre impresionantes rocas graníticas.
La cascada se encuentra muy próxima al bosque de Dehesa Bonita.